# John Bonacic
John J. Bonacic (New York, 14. lipnja 1942.) je američki političar hrvatskog podrijetla. Republikanski je senator američke savezne države New Yorka. Diplomirao je ekonomiju, a doktorirao pravo.
Glasovao je protiv istospolnih brakova.
Bio je senatskim sponozorom zakona o ženskom zdravlju i zdravom načinu života, zakonskog akta koji je bio toliko značajan da su ga prenosile NBC-ove noćne vijesti (NBC Nightly News) diljem cijelog SAD. Smatra se najsveobuhvatnijim zakonom o zdravstvenoj skrbi za žene u SAD-u.